# Catapano

In giallo-verde il territorio del Catepanato d'Italia verso l'anno 1000

Catapano (o Catepano) da κατά (katà) ed ἐπάνος (epànos) (italiano: "colui che sta al di sopra") o, secondo un'ipotesi non meno autorevole, dal persiano kadbān (pater familias), è il termine utilizzato inizialmente per indicare un alto ufficiale dell'Impero romano d'Oriente.  

## Funzione
Il catapano era un ufficiale bizantino che nella gerarchia militare era al di sopra dello strategos. In Italia, dopo l'anno 970, il termine indicò il governatore bizantino del Catepanato d'Italia, che riuniva sotto di sé, con il compito di riorganizzarli, i themata di Calabria, Langobardia e Lucania, avendo quindi il ruolo di governatore militare e civile dell'intera Italia meridionale bizantina; il catapano aveva sede a Bari. Il titolo di "catapano" venne tuttavia conservato anche sotto i Normanni, i quali lo attribuirono a funzionari con compiti differenti (al governatore di città, o a un magistrato giudiziario, o all'ufficiale dell'armeria), mentre gli Spagnoli, durante la loro dominazione, lo usarono particolarmente in Sicilia per i semplici amministratori locali: ad esempio, la Controversia liparitana fu causata da due catapani aventi il compito di riscuotere le imposte, i quali avevano sottoposto al tributo del plateatico un sacco di ceci che gli incaricati del vescovo di Lipari volevano vendere sulla piazza del mercato. Il vescovo, che riteneva lesi i suoi antichi privilegi, reagì colpendoli con la scomunica.